# Giebelberg
Der Giebelberg nahe Niederfischbach im rheinland-pfälzischen Landkreis Altenkirchen ist mit 527,8 m ü. NHN die zentrale und höchste Erhebung des beiderseits der Grenze von Rheinland-Pfalz (RP) und Nordrhein-Westfalen (NW) befindlichen Giebelwaldes. Sein Gipfel liegt in Rheinland-Pfalz.

## Geographische Lage
Der Giebelberg liegt etwa im Zentrum des Giebelwaldes im Südosten der Gemarkung von Niederfischbach, wovon der Berggipfel 2,6 km entfernt ist; von der Grenze zu Nordrhein-Westfalen ist er etwa 350 m entfernt. Der Gipfel erhebt sich zudem 2,6 km nordöstlich von Freusburg (zu Kirchen), 2,9 km nordnordöstlich von dessen Ortslage Struth, 3 km nordwestlich von Mudersbach und 3,5 km westlich von Niederschelderhütte (Mudersbach), die alle zum Landkreis Altenkirchen (RP) gehören, sowie 4 km westsüdwestlich von Gosenbach, 3,6 km südwestlich von Oberschelden (beide zu Siegen), 3,1 km südlich von Oberfischbach (Ortsgemeinde) und 2,5 km (jeweils Luftlinie) südsüdöstlich von Niederndorf (zu Freudenberg), die alle zum Kreis Siegen-Wittgenstein (NW) zählen. Anteile am Berg haben also neben der Gemarkung von Niederfischbach (im Nordwesten; mit dem Berggipfel) jene von Kirchen (im Süden), Mudersbach (im Südosten) und Freudenberg (im Norden). Im Rahmen seines westfälischen Teils gehört der Berg zum (historischen) Siegerland.
Südöstlich des Bergs entspringt der kleine Vollmersbach, der bei Freusburg in die Sieg mündet, ostsüdöstlich der Schinderbach der in Niederschelderhütte in den Sieg-Zufluss Gosenbach mündet. Ostnordöstlich entspringt ein kleiner Zufluss des Uebachs, der in den Fischbach mündet, nördlich der Uebach-Zufluss Käsbach und östlich der kleine Asdorf-Zufluss Otterbach.

## Naturräumliche Zuordnung und Schutzgebiete
Der Giebelberg gehört in der naturräumlichen Haupteinheitengruppe Süderbergland (Nr. 33) und in der Haupteinheit Siegerland (331) zur Untereinheit Giebelwald (331.5).
Auf den rheinland-pfälzischen Bereichen des Giebelbergs liegen Teile des Vogelschutzgebiets Westerwald (VSG-Nr. 5312-401; 289,48 km² groß) und des Fauna-Flora-Habitat-Gebiets Giebelwald (FFH-Nr. 5113-302; 10,73 km²).

## Verkehr und Wandern
Südöstlich vorbei am Giebelberg führt von Niederschelderhütte durch Mudersbach nach Freusburg die Bundesstraße 62. Von dieser Straße zweigen zwei Landesstraßen ab, auf denen man den Berg, durch einige der im Abschnitt Geographische Lage genannten Ortschaften fahrend, umrunden kann. Zum Beispiel an diesen Straßen beginnend kann man den Berg auf Waldwegen und -pfaden erwandern. Über den Berg führt der Europäische Fernwanderweg E1.